# Schlegelia monachinoi
Schlegelia monachinoi är en tvåhjärtbladig växtart som beskrevs av Harold Norman Moldenke. Schlegelia monachinoi ingår i släktet Schlegelia och familjen Schlegeliaceae. Inga underarter finns listade i Catalogue of Life.